# Helloween
Gli Helloween sono un gruppo musicale power metal tedesco, fondato ad Amburgo nel 1983 dal chitarrista Kai Hansen.
Gli Helloween sono considerati i capostipiti del sottogenere power metal grazie soprattutto ai due album Keeper of the Seven Keys - Part I e Keeper of the Seven Keys - Part II cantati da Michael Kiske, voce storica del gruppo. Dal 2017 il gruppo è formato da Michael Kiske (voce), Andi Deris (voce), Kai Hansen (voce-chitarra), Michael Weikath (chitarra), Sascha Gerstner (chitarra), Markus Großkopf (basso) e Daniel Löble (batteria), in occasione del tour di reunion "Pumpkins United". La prima formazione era composta da Kai Hansen (voce-chitarra), Michael Weikath (chitarra), Markus Großkopf (basso) e Ingo Schwichtenberg (batteria).

## Storia del gruppo

### Gli esordi (1978–1986)
La storia degli Helloween inizia nel 1978 quando i due musicisti Kai Hansen e Piet Sielck si conoscono nella band "Gentry". Nel giro di pochi anni anche il batterista Ingo Schwichtenberg e il bassista Markus Großkopf entrano a fare parte del gruppo,ed in seguito la band cambia nome in "Iron Fist". Nel 1983 Piet Sielck lascia il gruppo e viene sostituito da Michael Weikath proveniente dai "Powerfool". Lo stesso anno il gruppo cambia nome per l'ultima volta in Helloween, fu Ingo Schwichtenberg a dare il nome alla band, riferendosi al film horror di Halloween.

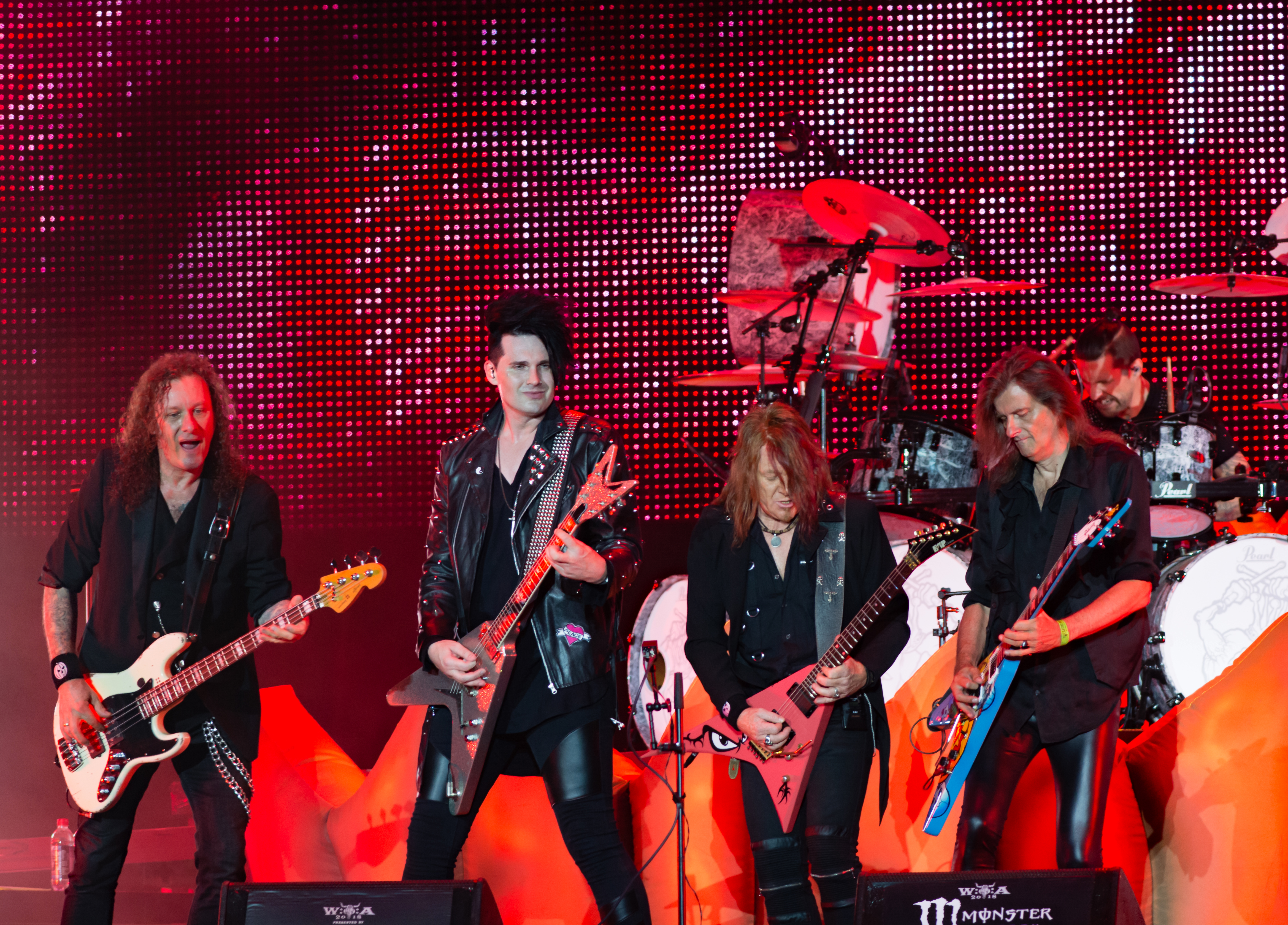
Da sinistra a destra: Markus Großkopf, Sascha Gerstner, Kai Hansen, Michael Weikath e Daniel Löble

Nel 1984 pubblicano per l'etichetta discografica Noise Records due singoli: Oernst of Life (scritta da Weikath) e Metal Invaders (scritta da Hansen), che vengono poi incluse in una raccolta chiamata Death Metal. Nel 1985 gli Helloween incidono il loro primo EP, The Mini LP, che contiene cinque tracce e riscuote un discreto successo.

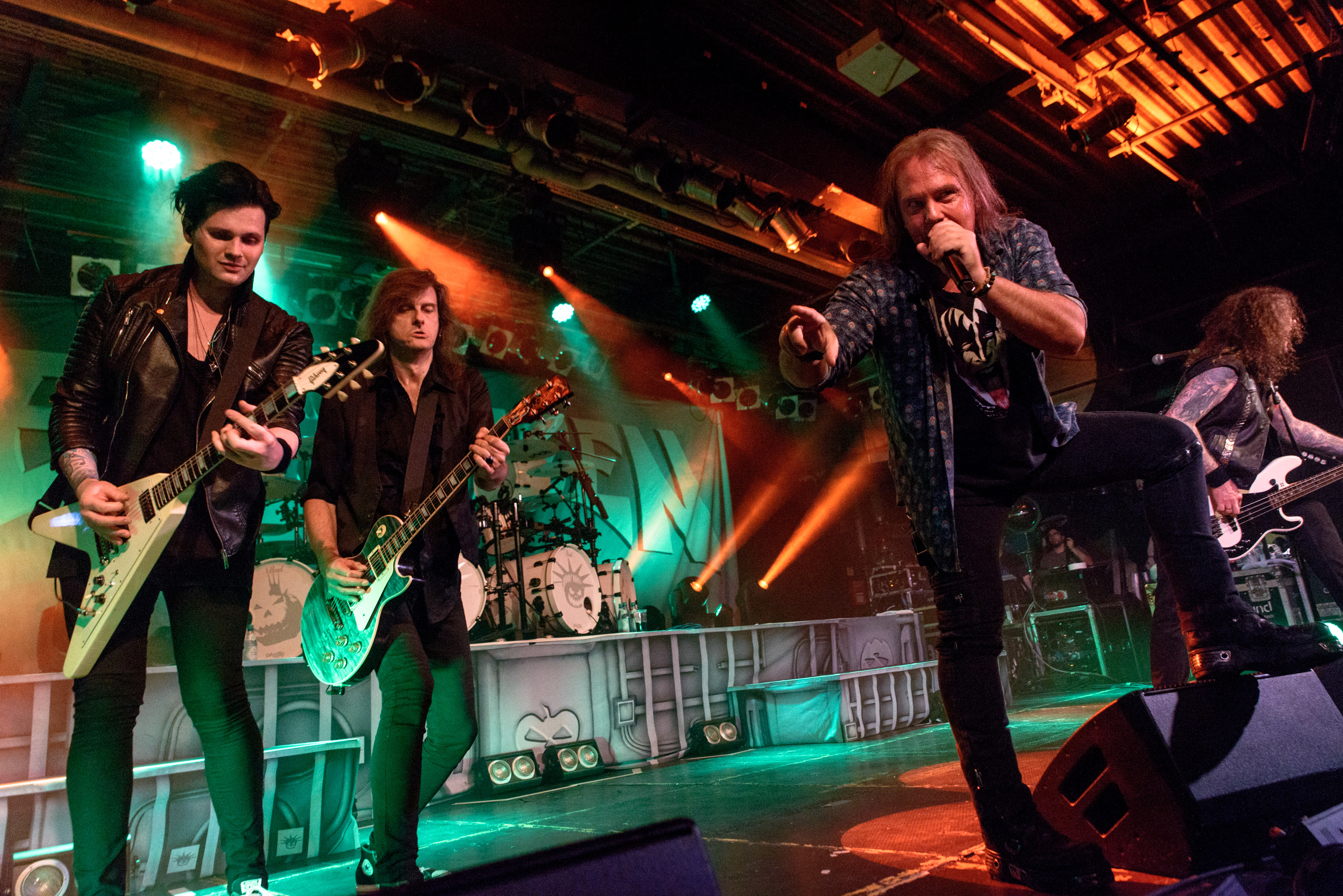
Gli Helloween con Andi Deris al Backstage Werk 2016

Nel 1985 gli Helloween pubblicano il loro primo album intitolato Walls of Jericho, disco che presenta un misto di speed, power ed heavy metal. Questo disco porta una forte innovazione nell'ambito metal di quegli anni, divenendo un punto di riferimento per gli altri gruppi emergenti. Tuttavia, una volta iniziate le prime esibizioni dal vivo, diviene subito evidente la difficoltà di Kai Hansen di suonare la chitarra e contemporaneamente cantare. Viene perciò presa la decisione di cercare un cantante per il gruppo, per lasciare spazio a Hansen di esibirsi solo come chitarrista.

### L'era con Michael Kiske, la scalata al successo (1987–1989)
La prima proposta per il nuovo cantante cade su Ralf Scheepers, ex voce dei Tyran' Pace, ma infine il gruppo decide di ingaggiare l'allora diciottenne Michael Kiske cantante degli Amburghesi "I'll Prophecy".
Nel 1987 gli Helloween progettano di pubblicare un doppio album avendo già scritto un numero elevato di tracce, ma la proposta non piace alla casa discografica Noise Records che infatti autorizza soltanto la pubblicazione di un disco, Keeper of the Seven Keys - Part I, pubblicato nel 1987. Il disco ottiene un buon successo in termini di vendite e di critica, tanto da portare gli Helloween alle vette delle classifiche metal in Europa.
Terminata una lunga tournée,nel 1988 il gruppo rientra in studio per registrare la seconda parte del disco, Keeper of the Seven Keys - Part II. L'album riscuote un successo ancora più grande, tanto che molti lo considerano il disco power metal più rappresentativo, e oltre a consolidare la band ai vertici delle classifiche Europee, gli Helloween vengono anche lanciati nel panorama mondiale come una delle migliori formazioni metal per le idee innovative. In quegli anni gli Helloween suonarono in diversi concerti insieme a grandi metal band come Overkill, Exodus, Armored Saint ed Anthrax.
All'apice del successo però cominciarono ad emergere tensioni interne soprattutto tra Kai Hansen ed il resto della band; L'8 novembre 1988 suonò per l'ultima volta con la band a Birmingham, nel Regno Unito, a dicembre Kai Hansen comunica che lascerà la band a causa di problemi personali e di divergenze col resto della band, commentando: "La situazione negli Helloween per me era diventata insostenibile. In quel periodo ero molto stanco, cattiva gestione, altre persone che ci dicevano come essere e cosa fare, discussioni interne senza fine, ho vissuto la mia fuoriuscita dagli Helloween come una liberazione. Non avevo più intenzione di imbarcarmi in grosse tournée e volevo soltanto scrivere un disco solista senza troppe pretese". Hansen rimase comunque in ottimi rapporti con i suoi ex compagni, ed in seguito fonda i Gamma Ray. Il suo posto negli Helloween viene preso da Roland Grapow, ex chitarrista dei Rampage, che termina il resto della tournée con il gruppo.Nel 1989 viene pubblicato il primo album dal vivo, Live in the U.K., contenente le esibizioni dal vivo del 1988 nel Regno Unito.

### Il caso EMI Records e i dischi della crisi (1990–1993)

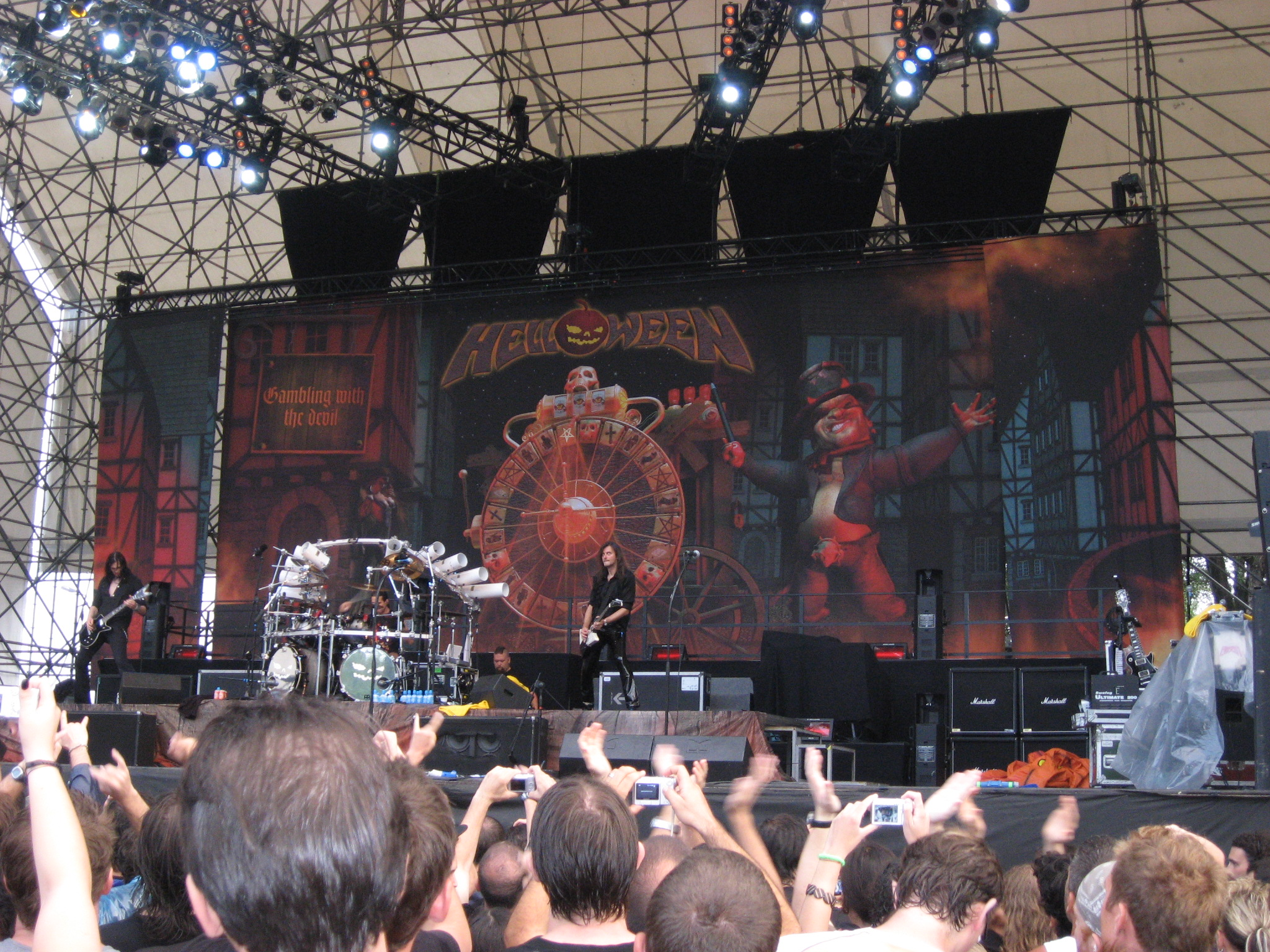
Gli Helloween al Rockin' Field Festival 2008, in supporto all'album Gambling with the Devil

Nel 1990 gli Helloween ricevono una proposta di contratto dalla celebre etichetta discografica EMI Records. Accettata però la proposta la loro precedente casa discografica Noise Records intenta una causa alla band per la rottura del contratto. Alla fine del processo la sentenza del giudice nega al gruppo ogni pubblicazione esterna alla Germania, al Regno Unito e al Giappone. A conseguenza di ciò il gruppo perde molti fan, soprattutto negli Stati Uniti, oltre a subire un lungo rallentamento nella pubblicazione del nuovo disco già pronto dai primi mesi del 1990.
Solo nel 1991 viene pubblicato Pink Bubbles Go Ape, disco che si rivela un fallimento sia commerciale sia per i giudizi della critica. Nel 1993 segue il quinto album Chameleon che bissa l'insuccesso del suo predecessore, in quanto vede il discusso abbandono del classico suono heavy metal a favore di nuove influenze pop, scelta che allontana dagli Helloween ancora un gran numero di fan.

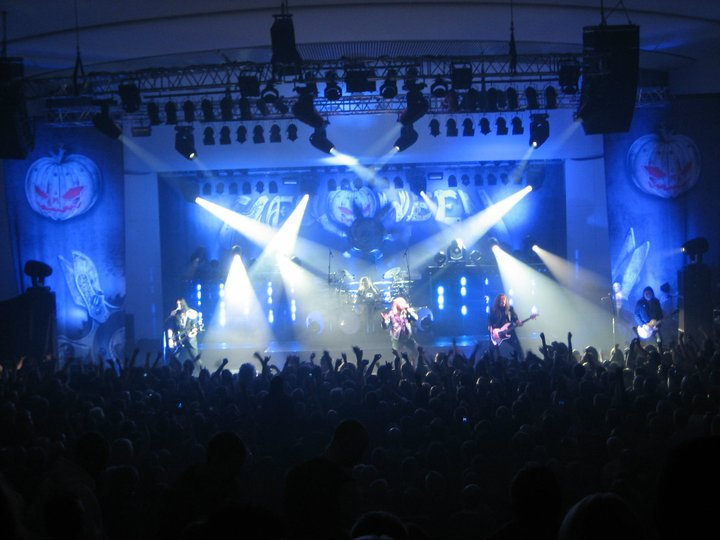
Gli Helloween a Helsinki, nel 2010

I problemi per gli Helloween continuano anche durante le tournée: Vennero cancellati diversi concerti in programma per un presunto mal di gola di Kiske, oltretutto il batterista Ingo Schwichtenberg durante uno show collassa sul palco a causa di problemi legati alla droga e viene costretto a lasciare il gruppo, venendo così sostituito dal turnista Ritchie Abdel-Nabi. I conflitti all'interno del gruppo aumentarono a dismisura finché Michael Kiske viene espulso dalla band per forti contrasti con il leader Michael Weikath, oltre a essere stanco di suonare metal come da lui dichiarato: "La scena metal non fa per me. Non sono ciò che la scena vuole e non sono neanche mai stato l'uomo adatto per gli Helloween. Sono sempre stato trattato come un estraneo perché non ero come loro". Weikath commentò: "Kiske cambiò totalmente attitudini musicali e improvvisamente i nostri rapporti si incrinarono. So solo che non gli andava più bene la musica che la band componeva,o più semplicemente non sentiva più suoi quegli Helloween. Non volevamo più lavorare con lui, così gli abbiamo chiesto di lasciare la band".

### L'era Andi Deris e gli album della rinascita (1994–2000)
Come nuovo cantante viene ingaggiato Andi Deris, ex cantante dei Pink Cream 69, mentre alla batteria arriva,proprio dai Gamma Ray, Uli Kusch. La nuova formazione degli Helloween viene presentata nel 1994 con la pubblicazione di Master of the Rings, disco che riporta la band verso sonorità decisamente power metal. Questa volta l'album viene accolto con favore dai fan e anche dalla stampa specializzata.
L'8 marzo 1995 il gruppo viene scosso dal suicidio dell'ex batterista Ingo Schwichtenberg, gettatosi sotto a un treno poiché afflitto da problemi mentali e di dipendenze da alcool e droghe. Nel 1996 esce The Time of the Oath dedicato proprio a Ingo, e gli Helloween vengono nuovamente catapultati tra i più famosi gruppi della scena metal Europea. Proprio dal tour mondiale a seguito di questi successi viene tratto il disco High Live.
Nel 1998 esce Better Than Raw, ottavo album della band, che ottiene un buon piazzamento in classifica anche in Italia. Forti di questo successo, l'anno successivo gli Helloween pubblicano una raccolta di cover intitolata Metal Jukebox. Nel 2000 esce il nono disco The Dark Ride, che conferma gli Helloween ai livelli qualitativi dei lavori precedenti, presentando tuttavia sonorità maggiormente cupe e aggressive secondo le nuove influenze del gruppo.

### Tensioni nel gruppo (2001–2005)
A seguito della tournée mondiale di The Dark Ride, aumentano i dissapori tra Michael Weikath, Uli Kusch e Roland Grapow: Per Weikath i primi disaccordi musicali sarebbero sorti già durante le registrazioni di The Time of the Oath, nelle quali Grapow e Kusch mostrarono poco interesse verso la band e carenza di idee. Weikath rimase insoddisfatto della direzione musicale presa in quel disco, poiché diverse canzoni portano proprio la firma di Grapow, definito "troppo semplicistico" per i suoi gusti a dispetto della complessità dei vecchi lavori. I due vennero quindi invitati non troppo gentilmente e tramite un'e-mail a lasciare la band. Gli increduli Kusch e Grapow cercarono di ottenere spiegazioni da Andi Deris,che però si dice estraneo alla decisione di Weikath. Amaramente Grapow dichiara: "Il signor Weikath ci fa buttare fuori con una fottuta e-mail senza precisare nulla!Per questo motivo non perdonerò mai Weikath!".

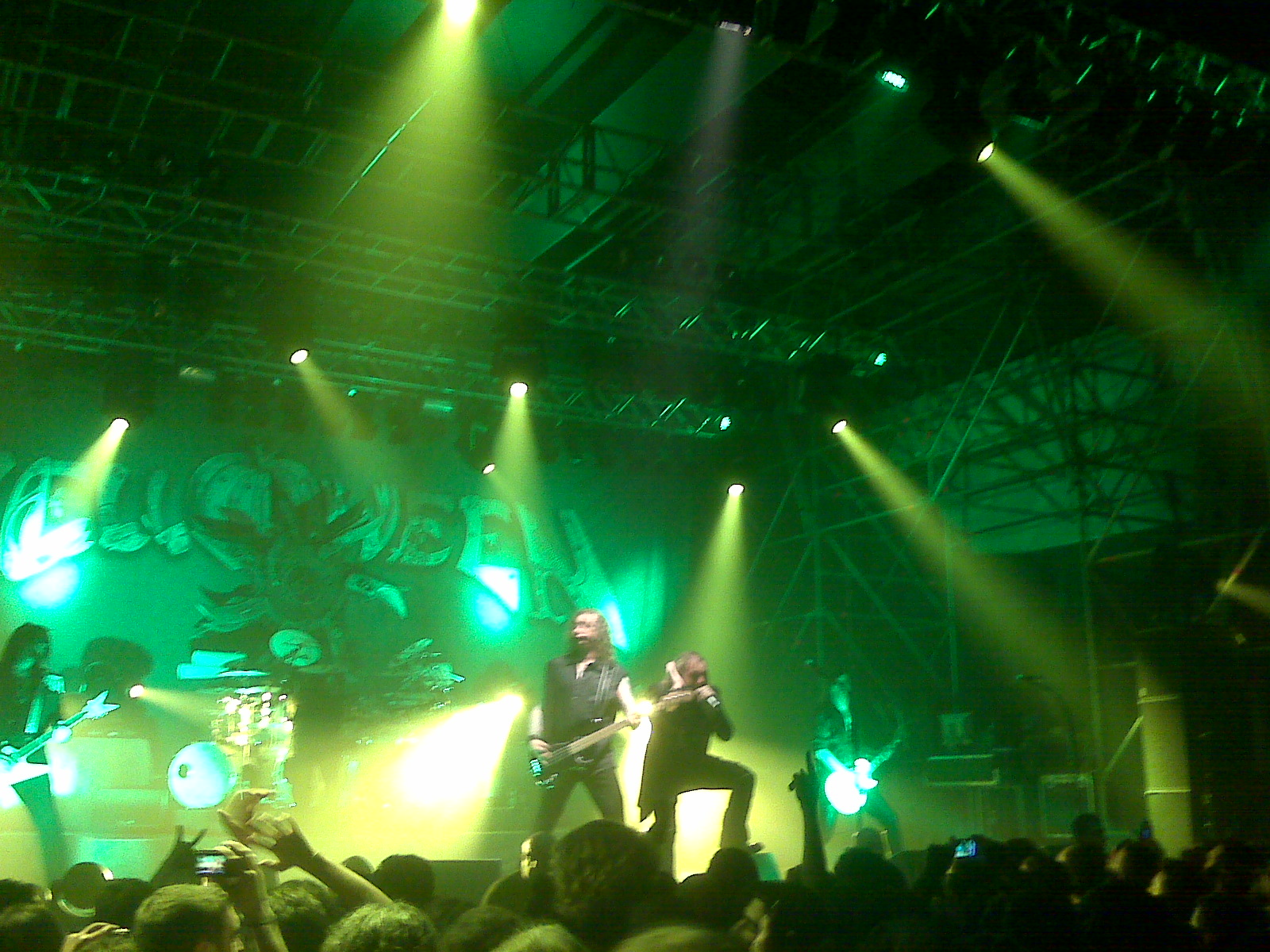
Gli Helloween in concerto a Roma il 19 gennaio 2011

I due vennero rimpiazzati dal chitarrista Sascha Gerstner (ex membro dei Freedom Call e dei Neumond) e dal batterista Mark Cross (ex membro dei Metalium), al quale però viene diagnosticata una mononucleosi da lì a pochi mesi che gli impedirà di potere suonare. Gli Helloween decidono allora di sostituirlo ingaggiando il batterista Stefan Schwarzmann, ex membro dei Running Wild,U.D.O. e Accept. Contemporaneamente Kusch e Grapow fondano i Masterplan.

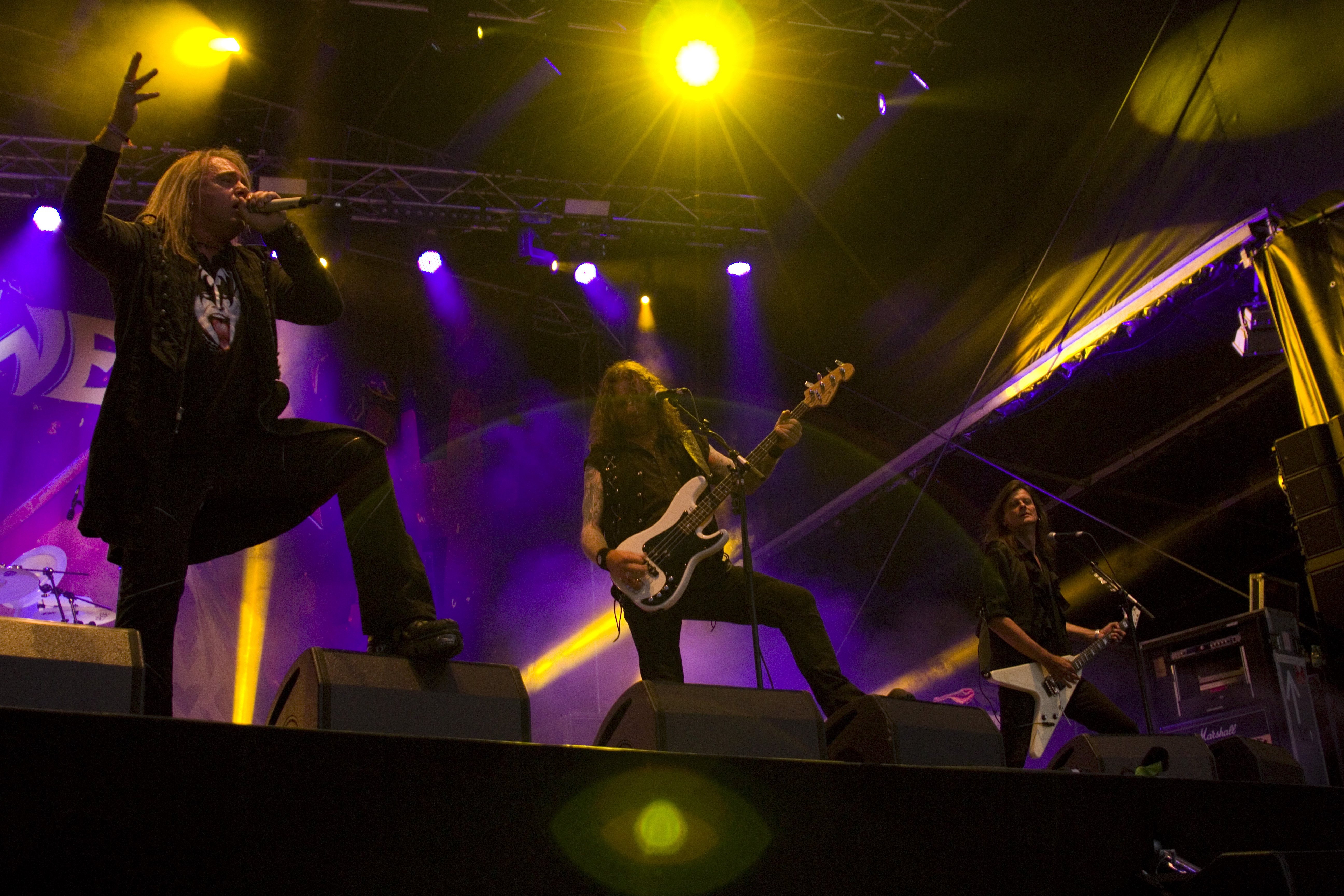
Gli Helloween al Rockharz Open Air 2014

Nel 2003 esce il decimo album Rabbit Don't Come Easy, disco che si distacca dalle atmosfere cupe del precedente a favore di un power metal più ironico e immediato. Il disco viene tuttavia accolto tiepidamente dalla critica, anche se continua la serie di successi del gruppo che parte per un nuovo tour. Va segnalata la partecipazione nell'album di Mikkey Dee,batterista dei Motörhead, che incide alcuni pezzi del disco provati con Mark Cross prima del suo forfait.
Nel 2005 il batterista Stefan Schwarzmann lascia il gruppo perché ritenutosi personalmente incapace di suonare alcune parti del nuovo album in creazione, definite da lui troppo veloci e tecniche per il suo stile musicale, precisando comunque di non avere alcun problema personale coi membri della band. Daniel Loeble diventa così il nuovo batterista degli Helloween.

### Le recenti pubblicazioni (2005–2015)

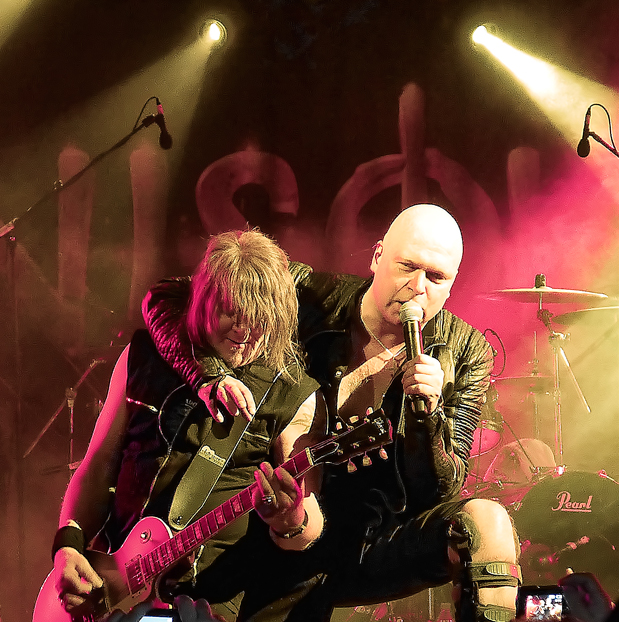
Kai Hansen e Michael Kiske, ex-membri del gruppo rientrati nella formazione per il Pumpkins United World Tour 2017/2018

Il 31 ottobre 2005 gli Helloween pubblicano il nuovo album Keeper of the Seven Keys - The Legacy, disco che divide la critica e diviene oggetto di ampie discussioni a causa del titolo evocante i vecchi album del gruppo, ma ottiene sia ottimi riscontri in termini di vendite sia buoni consensi dalla maggior parte dei fan in quanto viene percepita più varietà e ispirazione rispetto al disco precedente. In seguito il gruppo parte per la relativa tournée mondiale pubblicando nel febbraio 2007 un doppio CD/DVD dal vivo dal titolo Keeper of the Seven Keys - The Legacy World Tour 2005/2006. Alla fine dell'ottobre 2007 viene pubblicato il dodicesimo album Gambling with the Devil seguito da un tour mondiale insieme agli Axxis e ai Gamma Ray, il gruppo di Kai Hansen, che è rimasto sempre in ottimi rapporti con gli Helloween. La scaletta della tournée include anche un gran finale con Hansen sul palco insieme al suo vecchio gruppo per riproporre alcune canzoni come Future World e I Want Out. Il disco riconquista le critiche positive della stampa del settore. Il 29 gennaio 2010 viene pubblicata la nuova raccolta dal titolo Unarmed - Best of 25th Anniversary che contiene i grandi classici ri-registrati e completamente ri-arrangiati in versione acustica. Nel disco è incluso anche un medley di diciassette minuti contenente Halloween,Keeper of the Seven Keys e King for a 1000 Years intitolatoThe Keepers Trilogy che vede come ospite l'orchestra filarmonica di Praga. Alla fine dell'ottobre 2010 esce il nuovo album 7 Sinners, mentre Il 26 novembre 2010 parte da Vienna la tournée di promozione che tocca anche l'Italia con due date: Il 18 gennaio 2011 all'Alcatraz di Milano e il 19 gennaio 2011 all'Atlantico di Roma. Durante tutta la tournée gli Helloween vengono accompagnati dagli Stratovarius e dai modenesi Trick or Treat. Nel 2013 esce l'album Straight Out of Hell, ben accolto dalla critica e dai fan. Durante un concerto in Svezia relativo al tour del nuovo album, gli Helloween incontrano l'ex cantante Michael Kiske in tour con gli Avantasia, che si riappacifica coi suoi ex compagni. Il 29 maggio 2015 esce My God-Given Right.

### La Reunion con Michael Kiske e Kai Hansen (2016–presente)
Il 14 novembre 2016 viene annunciato che tra il 2017 e il 2018 la band si esibirà in una formazione estesa a 7 elementi, accompagnata dai membri storici Kai Hansen e Michael Kiske per la tournée mondiale denominata Pumpkins United World Tour, dove gli spettacoli prevedono una scaletta composta da brani vecchi e recenti con tanto di duetti tra i vari cantanti. Michael Kiske ha commentato così la pace con il suo ex compagno Michael Weikath: “Ho incontrato Michael Weikath in Svezia nel 2013, è stato estremamente gentile ed amichevole. Lui mi ha detto che cos’ho fatto io che non puoi ancora perdonarmi? E gli ho risposto penso di essermelo dimenticato molto tempo fa, ho realizzato che tutto quell’astio se n’era andato in qualche modo. Non sapevo cosa sarebbe successo poi, ma abbiamo parlato e tutto è andato bene. Passato tutto il 2014, nei quali abbiamo avuto dei live con gli Unisonic, Kai Hansen alla fine di uno di quegli show mi disse: Mike, se non facciamo più niente assieme col nome Helloween siamo degli idioti! A quel punto gli ho risposto: ci sto! L’anno dopo ci siamo rivisti tutti assieme, i ragazzi erano nervosi ma è andato tutto molto bene, è sembrata davvero la cosa giusta da fare. Anche per me che fino a qualche anno fa non potevo neppure sentirne parlare ora lo sento addirittura come un sollievo".
Il successo planetario del Pumpkins United World Tour viene immortalato in un DVD dal titolo United Alive nel giugno 2019, e sul finire del 2020 gli Helloween annunciano di essere entrati in studio per registrare il loro sedicesimo album, il primo nella loro carriera con il ritorno di Hansen e Kiske.
Il 2 aprile 2021 viene pubblicato il singolo Skyfall tratto dal nuovo album Helloween, previsto per giugno 2021. Il brano, una suite scritta da Kai Hansen, viene pubblicato anche come video in versione ridotta; è il video più elaborato della storia della band realizzato con un’animazione 3-D e in veste cinematografica.
Il 21 maggio viene pubblicato il secondo singolo Fear of the Fallen (scritto da Andi Deris) e il 18 giugno il terzo singolo Best Time (firmato Deris,Gerstner). Lo stesso giorno esce il sedicesimo album Helloween.
L'11 dicembre 2024 viene dato alle stampe "Live at Budokan", registrato dal vivo in Giappone l'anno precedente. 
Contemporaneamente viene annunciato il nuovo disco, previsto per l'anno seguente.

## Formazione

### Formazione attuale
- Michael Weikath – chitarra (1983–presente)
- Markus Großkopf – basso (1983–presente)
- Kai Hansen – chitarra (1983–1989, 2016-presente),voce (1983–1986, 2016-presente)
- Michael Kiske – voce (1986–1993, 2016-presente)
- Andi Deris – voce (1994–presente)
- Sascha Gerstner – chitarra (2002–presente)
- Daniel Loeble – batteria (2005–presente)

### Ex componenti
- Ingo Schwichtenberg – batteria (1983–1993)
- Roland Grapow – chitarra (1989–2001)
- Uli Kusch – batteria (1994–2001)
- Mark Cross – batteria (2001–2003)
- Stefan Schwarzmann – batteria (2003–2005)

## Discografia
- 1985 – Walls of Jericho
- 1987 – Keeper of the Seven Keys - Part I
- 1988 – Keeper of the Seven Keys - Part II
- 1991 – Pink Bubbles Go Ape
- 1993 – Chameleon
- 1994 – Master of the Rings
- 1996 – The Time of the Oath
- 1998 – Better Than Raw
- 2000 – The Dark Ride
- 2003 – Rabbit Don't Come Easy
- 2005 – Keeper of the Seven Keys - The Legacy
- 2007 – Gambling with the Devil
- 2010 – 7 Sinners
- 2013 – Straight Out of Hell
- 2015 – My God-Given Right
- 2021 – Helloween
- 2025 – Giants & Monsters

## Videografia

### VHS
- 1994 – The Pumpkin Video
- 1996 – High Live

### DVD
- 2000 – The Pumpkin Video
- 2000 – High Live
- 2005 – Hellish Videos
- 2007 – Live on 3 Continents
- 2019 – United Alive
- 2024 - "Live at Budokan"